# Стефані Бріту
Стефані Фернандіс ді Бріту (порт. Sthefany Fernandes de Brito, *19 червня 1987) — бразильська акторка, фотомодель, телеведуча.

## Біографія
Стефані Бріту народилася 19 червня 1987 року в місті Сан-Паулу в Бразилії. Молодший брат — актор Кайку Бріту. 
У 7 років почала займатися на курсах моделей і вчитися акторській майстерності. Багато знімалася в рекламі. У 10 років була обрана для зйомок в аргентинському дитячому телесеріалі «Chiquititas Brasil». Після її повернення до Бразилії телекомпанія «Ґлобу» уклала з юною акторкою контракт на зйомки в телесеріалах. Крім зйомок у серіалах, працює телеведучою на телебаченні «Ґлобіню» для дітей.
7 липня 2009 одружилася з футболістом Алешандре Пату. Менше ніж за рік вони розлучилися.

## Фільмографія
- 2012 — Dança dos Famosos 9
- 2011 — A Vida da Gente
- 2011 — Macho Man
- 2007 — «Заборонене бажання» / Desejo Proibido — Dulcina Botiquário
- 2007 — «Важкий вантаж» / Carga Pesada
- 2006 — «Сторінки життя» / Páginas da Vida — Kelly Toledo Mattos
- 2004 — «Талісман» / Começar de Novo — ДандараDança dos Famosos 9
- 2003 — Agora É que São Elas (телесеріал) — Еліс
- 2001 — «Клон» / O Clone — Саміра
- 2001 — «Ангел, що впав з небес» / Um Anjo Caiu do Céu — Дорінья
- 1999 — «Бразильська дітвора» / Chiquititas Brasil (телесеріал) — Ханнелоре